# Sósvertike
Sósvertike is een plaats (község) en gemeente in het Hongaarse comitaat Baranya. Sósvertike telt 218 inwoners (2001).